# جيم سويني (لاعب كرة قدم أمريكية أمريكي)
جيم سويني (بالإنجليزية: Jim Sweeney)‏ هو لاعب كرة قدم أمريكية أمريكي، ولد في 1 سبتمبر 1929 في بوتي في الولايات المتحدة، وتوفي في 8 فبراير 2013.